# 托馬斯縣 (喬治亞州)
托馬斯縣（英語：Thomas County）是美國喬治亞州南部的一個縣，南界佛羅里達州。面積1,430平方公里。根据美國2000年人口普查，共有人口42,737人，2005年人口為44,692人。縣治托馬斯維爾（Thomasville）。
成立於1825年12月23日。縣名紀念監督位於米利奇維爾的舊州議會大樓建設的傑特·托馬斯。